# Jimmy Alm
Jimmy Alm, född 20 september 1983 i Uddevalla församling, är en svensk poet. År 2022 tilldelades han Samfundet De Nios Julpris.

## Kommunpoet
Alm verkade som kommunpoet i Tranemo kommun under ett års tid 2021–2022. Projektet finansierades av Konstnärsnämnden med 894 000 kronor. Alm hade år 2018 erbjudit besökare vid en sommarfestival att ”bli diktade” och blev en tid senare tillfrågad om kommunpoetuppdraget av Tranemo kommuns kulturchef Juan Ochoa-Echevarria. Tillsättningen av en kommunpoet blev inledningsvis föremål för en intensiv kritisk debatt i media. Alms uppdrag var dels att skriva poesi om invånare och verksamheter i Tranemo, dels att leda skrivkurser för barn och unga.